# Torapia
Torapia es una película española de 2004, dirigida por Karra Elejalde.

## Sinopsis
Un carterista de poca monta llamado Basilio, consigue hacerse un día con un espectacular y lujoso collar de diamantes, pero sus conocimientos le hacen creer que es una burda imitación, con lo que se lo regala a la primera persona con la que se encuentra. Finalmente el diamante acaba en las manos de una discapacitada mental, justo cuando Basilio se da cuenta de que el collar realmente es original y tiene un gran valor.
En su intención por recuperar el collar, el "ladronzuelo" decide adentrarse en el centro en el que se encuentra internada la chica a la que anteriormente regaló la joya que creía falsa. Durante su búsqueda, deberá utilizar todos sus conocimientos como carterista para evitar todos los impedimentos que se le van cruzando por el camino, desde el ambicioso doctor Hipólito a una fotofóbica llamada Amanda, pasando por Rufino, un hombre con aires de torero, entre muchos otros que harán que el pobre Basilio termine volviéndose loco de verdad.
En un último intento por conseguir su objetivo, nuestro conocido carterista deberá someterse a una nueva terapia experimental que intenta conectar al hombre con la bestia que llevamos en nuestro interior; esta terapia es bautizada como TORAPIA.

## Reparto
- Karra Elejalde, como Basilio.
- Juan Diego, como Rufino.
- Gloria Muñoz, como Paca.
- Sílvia Bel, como Amanda.
- Eduardo Antuña, como Edelmiro.
- Pepín Tre, como Beto.
- Paco Obregón, como Antonio.
- Xavier Capdet, como mono.
- Carlos Zabala, como Cosme.
- Javier Gurruchaga, como Dr. Hipólito.
- Pepo Oliva, como Tomás.
- Jorge Sanz, como policía.
- Gorka Aguinagalde, como Sargento Pelayo.
- Amparo Alcoba, como azafata.
- Isabel Ayúcar, como secretaria del ministro.
- José Colomina, como psicótico.
- Mila Espiga, como Begoña.
- Pere Eugeni Font, como celador.
- Rosa Clara García, como majorette.
- Trinidad Iglesias, como Covadonga.
- Paloma Lorena, como Sra. Nati.
- Carmen Losa, como Sra. Green.
- Marisol López, como psicótica.
- Rafa Martín, como ministro.
- Kike Mesa, como conductor del camión.
- Omar Muñoz, como Quique.
- Denis Patrick Rafter, como Sr. Green.
- Alberto Rivas, como Sor Ferrari.
- Paco Sagarzazu, como Sor Gloria.
- Idelfonso Tamayo, como Perurena.
- Juan Viadas, como madre superiora.
- Carlos Viaga, como policía sevillano.
- Ileana Wilson, como Clara.
- María Álvarez, como mujer del ministro.

## Nominaciones
| Año  | Premio                     | Evento           | Resultado |
| ---- | -------------------------- | ---------------- | --------- |
| 2004 | Mejores efectos especiales | XIX Premios Goya | Nominada  |